# Syrtodes albipennis
Syrtodes albipennis là một loài bướm đêm trong họ Geometridae.